# Football Club Senec
Il Football Club Senec è stata una società calcistica slovacca con sede nella città di Senec. Militava nella Corgoň Liga, la massima divisione nazionale fino a quando, nel 2008, non si unì al DAC 1904 Dunajská Streda.

## Cronologia
- 1990 - Fondato come STK Senec
- 1992 - Rinominato FK Koba Senec
- 1995 - Rinominato ancora FK VTJ Koba Senec
- 2002 - Rinominato ancora FK Koba Senec
- 2005 - Rinominato FC Senec
- 2008 - Fusione con il DAC 1904 Dunajská Streda

## Palmarès

### Competizioni nazionali
- Coppa di Slovacchia: 1

2001-2002
- Supercoppa di Slovacchia: 1

2002

### Altri piazzamenti
- Coppa di Slovacchia:

Finalista: 2006-2007